# Caprinicoltura
La caprinicoltura consiste nell'allevamento della capra per finalità economiche.

## Storia
La domesticazione della capra è avvenuta probabilmente in Persia intorno al 10.000 a.C. La capra era allevata per il latte, la carne e la pelle. Per la sua grande adattabilità e i suoi prodotti, la capra venne apprezzata dai popoli del Medio Oriente e si diffuse tra gli Assiri, i Babilonesi, gli Ebrei e gli Egizi. A seguito delle migrazioni, intorno al VII secolo a.C. la capra arrivò in Estremo Oriente, in Africa e in Europa.
Nell'antica Grecia la capra era diffusa e costituiva una risorsa importante per i ceti meno abbienti. Presso i Romani l'allevamento della capra ebbe un ruolo importante e i suoi prodotti erano molto apprezzati, anche se gli allevamento ovini avevano una maggiore consistenza per via della produzione della lana.
Nel Medioevo in Europa l'importanza della capra diminuì a vantaggio della pecora e i caprini vennero esclusi dai pascoli migliori. Per le popolazioni di montagna la capra continuò tuttavia ad essere un'importante risorsa per la produzione di carne e latte; quest'ultimo veniva utilizzato sia per il consumo diretto che per la produzione di formaggi.
Nell'Età moderna l'allevamento della capra subì in Europa un ulteriore calo, dovuto alla concorrenza dell'allevamento dei bovini da latte. Inoltre il bosco ceduo acquistò maggiore importanza per l'economia a causa dell'aumentata richiesta di legno, pertanto alla capra venne vietato il pascolo nei boschi e questo animale venne così generalmente confinato ai terreni incolti.
La marginalizzazione dell'allevamento caprino continuò anche nell'Ottocento e nel Novecento. Dopo la seconda guerra mondiale vi fu una leggera ripresa degli allevamenti, seguita da un nuovo calo dovuto all'esodo rurale e all'affermazione del consumo di latte bovino fresco. Dagli anni settanta si è avuta una ripresa dell'allevamento della capra, con la nascita di allevamenti intensivi per la produzione di latte.

## Allevamento

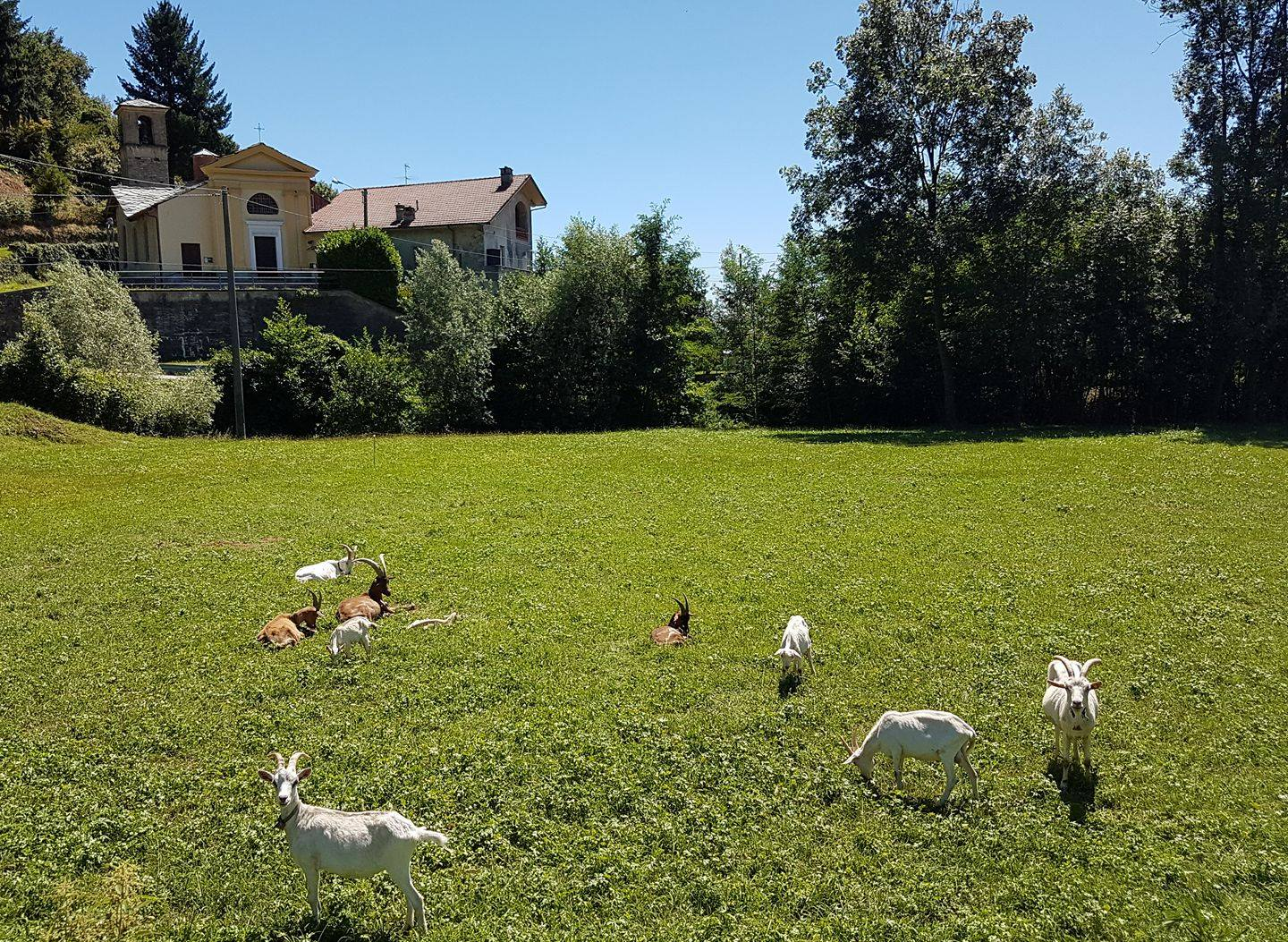
Capre al pascolo nella campagna canavesana.

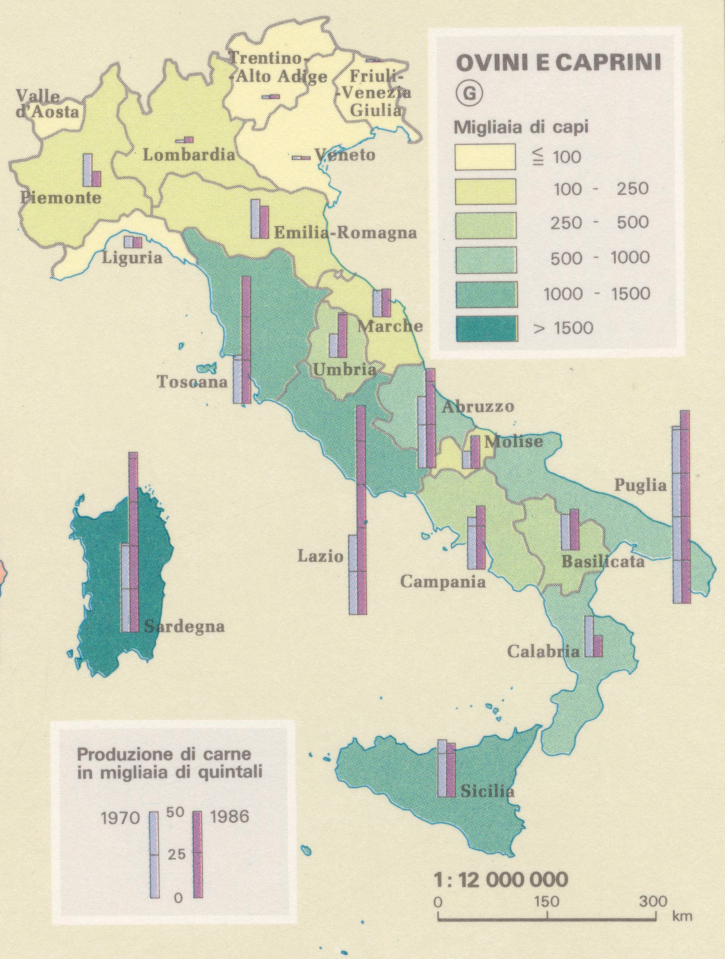
Allevamento (mappa) e produzione di carne di ovini e caprini (riquadro in basso) in Italia (1970, 1986)

In Europa le capre vengono allevate allo stato brado, semi-stallino e stallino. Nelle regioni del sud prevale l'allevamento allo stato brado o semi-stallino, mentre in quelle del nord prevalgono l'allevamento semi-stallino e stallino.
Nell'allevamento allo stato brado, l'alimentazione è costituita prevalentemente dal pascolo, che viene praticato per tutto l'anno, con un'eventuale integrazione di fieno durante l'inverno. Nell'allevamento semi-stallino le capre sono allevate in stalla durante l'inverno e al pascolo negli altri mesi dell'anno; nel periodo di soggiorno in stalla vengono alimentate con fieno e mangimi concentrati.
L'allevamento stallino è praticato per la produzione di latte; gli animali vivono tutto l'anno nei ricoveri, dove vengono alimentati con foraggi verdi sfalciati dai campi, fieno e mangimi concentrati. Nel ricovero, detto caprile, gli animali vengono divisi in gruppi omogenei (capre gravide, capre in lattazione, capretti in svezzamento, ecc.) e posti all'interno di box multipli. In questo tipo di allevamento, il caprile è completato da una sala mungitura e da un recinto esterno dove le capre possono passeggiare e prendere aria. Nell'allevamento intensivo oltre alla stabulazione permanente si pratica l'allattamento artificiale dei capretti, che vengono svezzati dopo un mese.

## Produzioni
- Latte: è trasformato per la maggior parte in formaggio. Il consumo di latte fresco è importante soprattutto in Asia e nel Nord dell'Africa. In Europa esiste un mercato di latte caprino a lunga conservazione.
- Carne: è tradizionalmente importante in Asia e nel nord dell'Africa, mentre in Occidente è divenuta marginale. Il capretto è consumato per tradizione a Pasqua nelle regioni dove si producono formaggi di capra.
- Pelle: è utilizzata nei Paesi del Mediterraneo soprattutto per la produzione di scarpe.
- Pelo: viene utilizzato quello di due razze, la capra d'Angora originaria della Turchia e la capra Cashmere originaria del Cashmere. Dalla capra d'Angora si ricava la lana detta mohair.

Nel mondo, gli allevamenti caprini sono maggiormente presenti in Asia (63% della consistenza mondiale) e Africa (30%); hanno una minore diffusione in America (4%), Europa (2%), Oceania (1%). Nell'Unione europea l'allevamento della capra riveste maggiore importanza in Grecia, Italia, Francia, Bulgaria, Portogallo e Spagna. In Italia, l'allevamento caprino è maggiormente presente in Sardegna, Sicilia, Calabria, Basilicata e Puglia.